# Dușmani
Dușmani è un comune della Moldavia situato nel distretto di Glodeni di 2.000 abitanti al censimento del 2004